# São Benedito do Sul
São Benedito do Sul là một đô thị thuộc bang Pernambuco, Brasil. Đô thị này có diện tích 209,38 km², dân số năm 2007 là 9620 người, mật độ 45,95 người/km².